# Daniel Huger
Daniel Huger, född 20 februari 1742 i Berkeley County, South Carolina, död 6 juli 1799 i Charleston, South Carolina, var en amerikansk politiker. Han var ledamot av kontinentala kongressen 1786-1788 och ledamot av USA:s representanthus 1789-1793.